# Vivi Kola

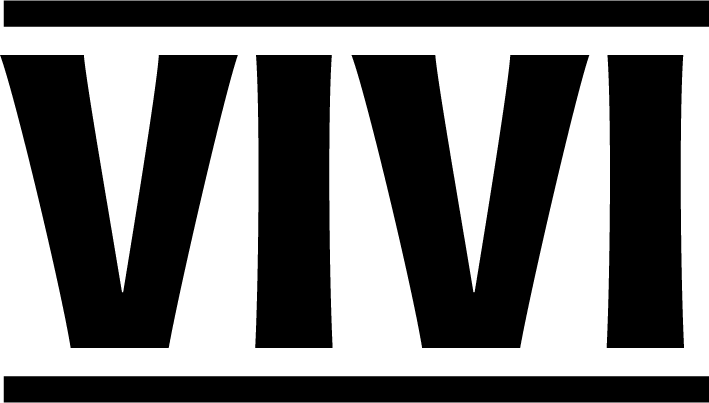
Logo der Marke Vivi

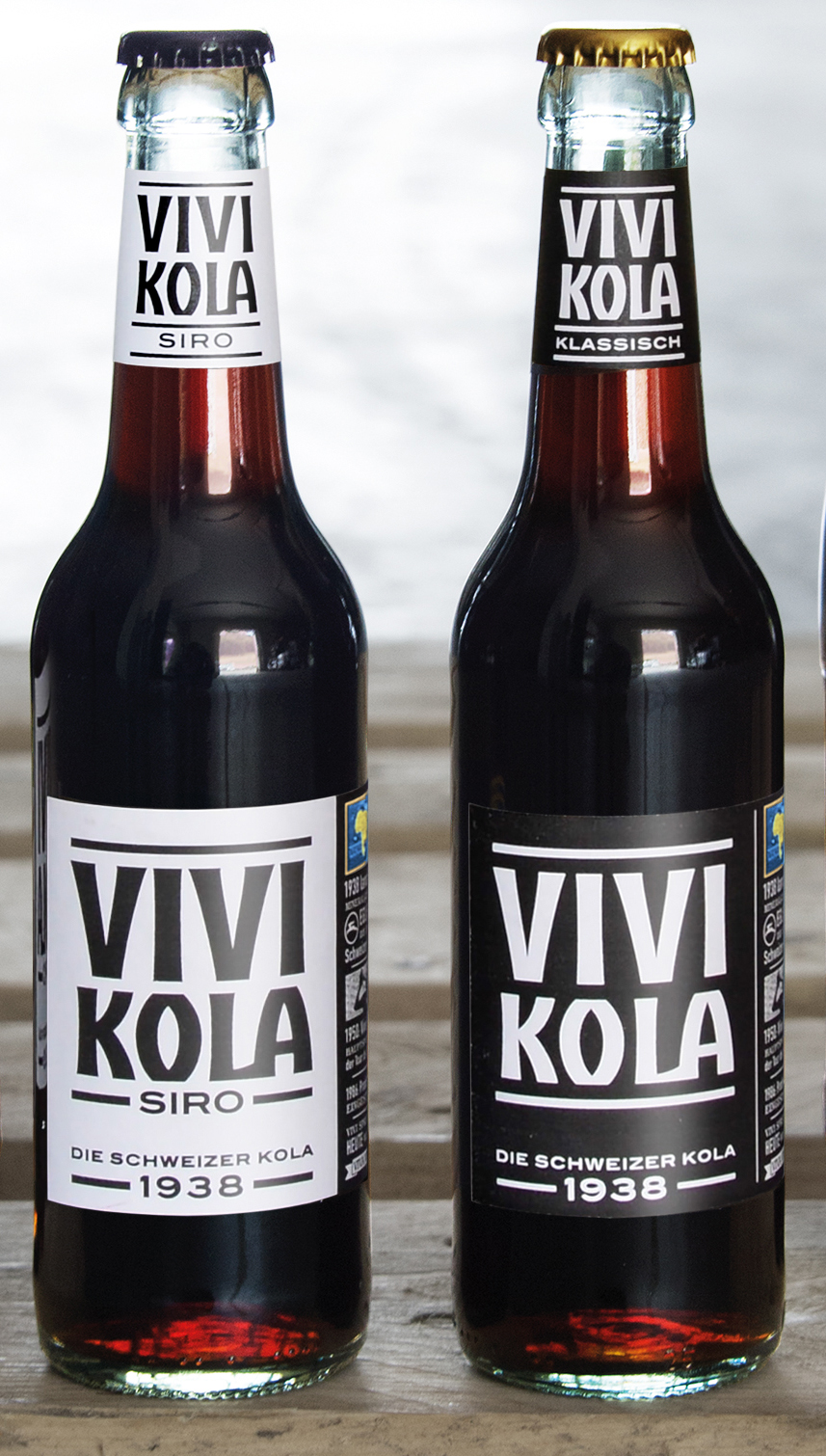
Vivi Kola, Eglisau (2016)

Vivi Kola ist eine frühe Schweizer Cola. Sie wurde 1938 von der Mineralquelle Eglisau AG in Eglisau auf den Markt gebracht und erreichte in der Schweiz einen hohen Bekanntheitsgrad.

## Geschichte
Carl Christian Friedrich Glenck suchte 1821 nach Salz in der Schweiz. 1823 stiess er bei den Bohrungen am Rhein bei Eglisau in einer Tiefe von 240 Metern auf ein wenig ergiebiges Salzvorkommen und entdeckte so die Mineralquelle.
Das 1880 bei der Mineralquelle eröffnete Kurhaus machte fünf Jahre später erstmals Konkurs und musste 1891 den Betrieb einstellen. Das Kurhaus wurde durch eine Abfüllanlage für Mineralwasser ersetzt. Das 1924 erstmals an das Eidgenössische Schützenfest gelieferte Mineralwasser fand jedoch nicht den erhofften Absatz. Die Mineralquelle Eglisau AG, die 1929 ins Handelsregister eingetragen wurde, begann deshalb 1926 mit der Herstellung der Süssgetränke Eglisana und 1935 mit Orangina.
1938 wurde Vivi Kola als frühe Schweizer Kola auf den Markt gebracht und mit dem Slogan «chlöpft uf» (ist erfrischend, belebend) zum Trendgetränk. Die erste Etikette mit der Weltkarte zeigt die Herkunft der Kolanüsse. Noch heute wird echtes Kolanuss-Extrakt für Vivi Kola verwendet.
Kurz nach der Lancierung von Vivi Kola begann der Zweite Weltkrieg und der Zucker wurde knapp – eine schwierige Zeit für das noch junge Getränk. Doch es gelang der Marke, standzuhalten.
Ab 1949 trat Vivi Kola als Sponsorin der Tour de Suisse auf und erlangte schweizweit Bekanntheit. Mit einem Werbewagen, durch dessen Mikrofon Mitarbeitende der Mineralquelle Eglisau den Vivi-Samba sangen, begleitete die Marke die Tour. Radfahrerlegenden wie Hugo Koblet, Göpf Weilenmann oder Ernst Stettler machten von sich Reden und stürzten im Zielraum vor den Kameras jeweils ein Vivi herunter. Die Aktivitäten mit der Tour de Suisse führten dazu, dass Vivi Kola im Volksmund als Rennfahrerbier bezeichnet wurde.
In den 1950er-Jahren stiegen die Umsätze stetig, so dass eine neue Produktionsanlage erstellt sowie neue Quellen gefasst werden mussten. Zusätzlich wurden Schweppes und Lipton-Eistee in Eglisau abgefüllt und die Brauereien Haldengut und Feldschlösschen stiegen beim Eglisauer Unternehmen ein.
1960 wurde mit einer grossangelegten, nationalen Kampagne das Rebranding der neuen Vivi Kola eingeführt. Mit der taillierten Flaschenform gewann die Mineralquelle einen Designpreis. Ende der 1960er Jahre wurde durch verstärkte Orientierung an den USA die Schreibweise angepasst, Vivi Kola vorübergehend mit C geschrieben und damit zu Vivi Cola.

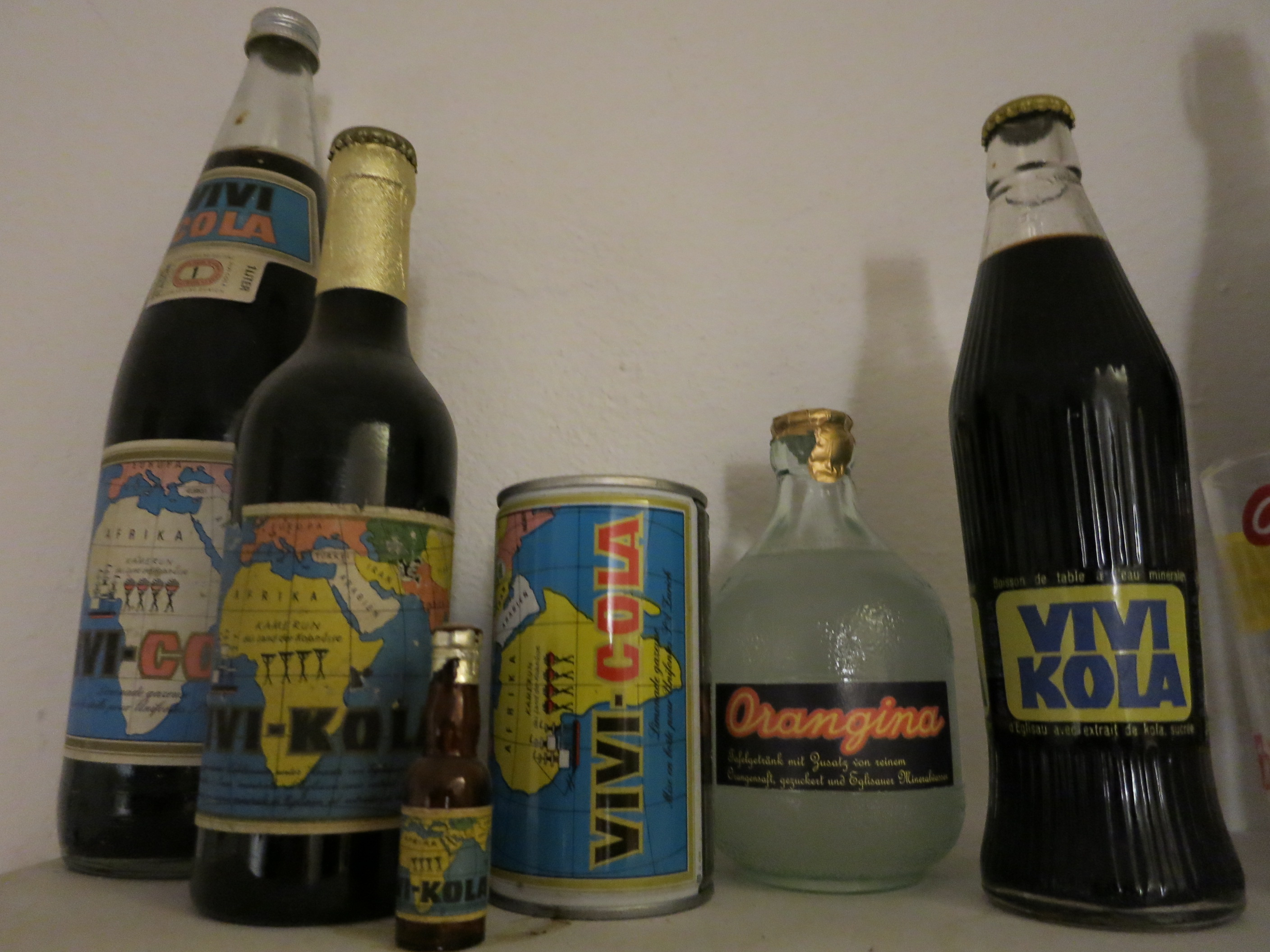
Historische Flaschen

Beim Bahnhof Eglisau wurde 1969 eine neue, leistungsfähigere Abfüllanlage eröffnet, die die Abfüllkapazität praktisch verdoppelte. 1975 kehrte das Weltkartensujet auf der Vivi Kola-Etikette zurück und Kola wurde jetzt mit einem C geschrieben.
1986 musste die Produktion von Vivi Kola aus unternehmenspolitischen Gründen und wegen des Konkurrenzdrucks von Coca-Cola und Pepsi eingestellt werden. 2003 übernahm die Thurella AG von der Feldschlösschen-Gruppe die Mineralquelle, baute die Anlage mit Hochregallager für 20 Millionen Franken aus und füllte hier ihre Rittergold-Most und Obi-Säfte ab. Wegen Überkapazitäten musste Thurella 2010 den Betrieb schliessen.
Der Eglisauer Christian Forrer erwarb 2008 die Markenrechte und lancierte 2010 Vivi Kola mit dem Slogan «Vivi Kola – die Schweizer Kola seit 1938» neu. Die ersten Abfüllungen erfolgten in Eglisau, der Quelle von Vivi Kola, noch durch die Thurella. Inzwischen ist Vivi Kola bei den meisten Getränkehändlern der Schweiz fest im Programm. Die Marke verzeichnet konstantes Wachstum trotz stagnierendem Süss-Getränkemarkt.
Vivi-Kola löste im Juni 2025 Coca-Cola als Cola-Getränk in den Speisewagen der SBB ab.

## Plakate
- Original Vintage Poster: Eglisana das gesunde Getränk, Eglisauer Tafelwasser mit Fruchtsirup
- Zürcher Hochschule der Künste: Vivi-Kola – Kolahaltiges Tafelwasser mit Eglisauer Mineralwasser, Plakat 1940
- eMuseum: Plakat Vivi Kola, Weltkarte 1957